# 野洲市内じゅんかんバス

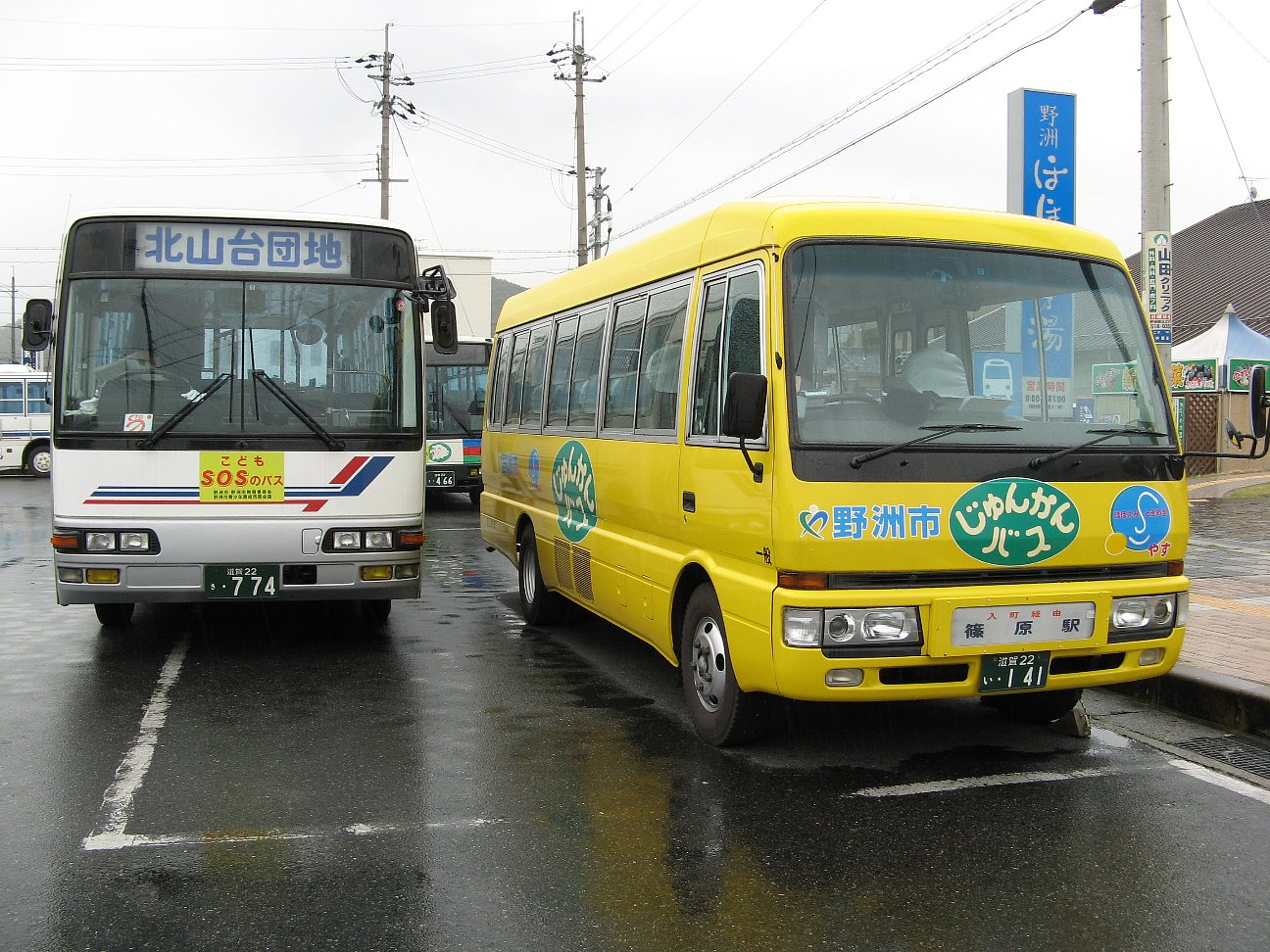
篠原コースの車両（画像右）
（野洲駅にて）

野洲市内じゅんかんバス（やすしないじゅんかんバス）は、滋賀県野洲市で運行されていたコミュニティバス。運行は近江鉄道バスと滋賀バスに委託されていた。

## 概要
1990年（平成2年）に野洲町の「町内循環バス（野洲）」として運行を開始し、2004年（平成16年）に中主町と合併して野洲市が発足した後は「野洲市内じゅんかんバス」として旧中主町域への乗り入れを開始したが、2010年（平成22年）3月31日をもって全路線の運行を終了した。なお、翌日以降は野洲市の直営に移行し、「野洲市コミュニティバス」として再出発した。

## 歴史
- 1990年（平成2年） - 「町内循環バス（野洲）」として、1路線の運行を開始（当時は野洲郡野洲町）
- 1996年（平成8年） - 南循環・北循環の2路線体制となる。
- 2004年（平成16年）10月1日 - 野洲郡中主町と合併し、野洲市が発足する。これに併せて愛称を「野洲市内じゅんかんバス」に改称。
- 2005年（平成17年）4月 - 同月に実施された改正に併せて、ルート見直し・旧中主町域への運行を開始。（中主町では高齢者送迎サービスは行っていたが、コミュニティバス事業は運営していなかった）
- 2009年（平成21年）4月 - 同月に実施された改正に併せて、運休日を追加。元々は「日曜・祝日と年末年始（12月29日から翌年1月3日）」がその対象だったが、この改正時から「土曜」もその対象となった。
- 2010年（平成22年）3月31日 - 同日の運行をもって全路線の運行を終了（翌日から野洲市コミュニティバス（おのりやす）（野洲市の直営事業）に移行）。

## 運賃など
このコミュニティバスは野洲市（合併前は野洲町）の事業として行われたが、運行はバス会社に委託し、赤字は野洲市（合併前は野洲町）が補てんしていた。
運賃
- 距離制を採用。初乗りは170円、最高額は510円（「あやめコース」を乗り通した場合）だった。

未就学児、障がい者および「野洲市げんきカード」（野洲市内や滋賀県内の指定公共施設の減免を受けることができる、高齢者福祉カード）を持つ70歳以上の高齢者は無料。
運休日
- 日曜・祝日と年末年始（12月29日から翌年1月3日）は全路線の全便が運休となるが、2009年4月以降は土曜も運休となった（先述）。

## 路線
廃止時の路線は下記のとおり。なお、運行委託は三上コースは滋賀バス、それ以外の路線は近江鉄道バスとなっていた。
- ■あやめコース
  - 野洲駅 - 野洲市役所前 - 北野小学校前 - 竹生 - 野洲市役所分庁舎 - 野田自治会館前 - 中主中学校前 - あやめ浜

運行委託：近江鉄道バス
- ■祇王・中里コース
  - 野洲駅 - 野洲市役所前 - 総合体育館 - 野洲市役所分庁舎 - 比留田 - 中主小学校前 - 野洲健康福祉センター前 - 野洲市役所前 - 野洲駅

運行委託：近江鉄道バス
- ■篠原コース
  - 野洲駅 - 野洲市役所前 - 野洲中学校前 - 野洲健康福祉センター前 - 入町新田 - 篠原駅 - 小南 - 篠原小学校前 - 野洲健康福祉センター前 - 野洲市役所前 - 野洲駅

運行委託：近江鉄道バス
- ■三上コース
  - 野洲健康福祉センター前 - 総合教育センター前 - 近江富士団地 - 三上小学校前 - 野洲市役所前 - 野洲駅 - 野洲健康福祉センター前

運行委託：滋賀バス
注記
- 「あやめコース」を除く各コースは、一部または全線が循環路線となっているが、一方通行ではなく逆回りの運行もあった。なお、本数はこの逆回りを折り返しと考えたため、各ルートとも3往復から4往復だった。
- 「あやめコース」および「祇王・中里コース」と、「篠原コース」および「三上コース」は、車体色は異なるが同じ車種を用いていた。

備考
- 野洲市ではじゅんかんバスの他に、本庁舎（旧・野洲町役場）と分庁舎（旧・中主町役場）を結ぶ「庁舎間移動用連絡便」も9往復運行（土曜・日曜・祝日は運休）していた。なお、じゅんかんバスでは、「あやめコース」と「祇王・中里コース」が「野洲駅 - 野洲市役所 - 野洲市役所分庁舎」を結ぶ役割を担っていた。

## 使用車両
- 三菱ふそう・エアロミディME
- 三菱ふそう・ローザ
- 日産ディーゼル・RM